# Bahnstrecke Poinson-Beneuvre–Langres
| Ehemaliger Bahnhof Aprey-Flagey, Sommer 2021 |                      |                                                                                      |                                                                                      |
| Streckennummer (SNCF): | 842 000              |                                                                                      |                                                                                      |
| Kursbuchstrecke (SNCF): | 54 (EST); 259 (SNCF) |                                                                                      |                                                                                      |
| Streckenlänge: | 46,5 km              |                                                                                      |                                                                                      |
| Spurweite: | 1435 mm (Normalspur) |                                                                                      |                                                                                      |
| Maximale Neigung: | 15 ‰                 |                                                                                      |                                                                                      |
| |                      |                                                                                      |                                                                                      |
| \| \| \| Bahnstrecke Saint-Julien–Gray' von Gray \| \| \| \| 280,2 \| Poinson-Beneuvre \| 429 m \| \| \| \| Bahnstrecke Saint-Julien–Gray nach Saint-Julien \| \| \| \| 287,4 \| Lamargelle \| 479 m \| \| \| \| Département Haute-Marne / Côte-d’Or \| \| \| \| 289,7 \| Vivey-Chalmessin \| 478 m \| \| \| 293,5 \| Musseau \| 477 m \| \| \| 297,7 \| Vaillant \| 469 m \| \| \| 301,2 \| Aujeurres \| 458 m \| \| \| 302,6 \| A 31 \| A 31 \| \| \| 307,9 \| Aprey-Flagey \| 459 m \| \| \| 314,9 \| Brennes \| 460 m \| \| \| \| Saints-Geosmes \| \| \| \| 320,7 \| Langres-Bonnelle \| 416 m \| \| \| \| N 19 \| \| \| \| \| \| \| \| \| \| Bahnstrecke Paris–Mulhouse von Paris-Est und Bahnstrecke Langres–Andilly von Andilly \| \| \| \| \| \| \| \| \| \| D 74 (ehem. N 74) \| \| \| \| 326,7 296,7 \| Langres \| 336 m \| \| \| \| Industriegebiet Langres \| \| \| \| \| Bahnstrecke Paris–Mulhouse nach Mulhouse-Ville \| \| |                      |                                                                                      |                                                                                      |
| Strecke (außer Betrieb) |                      | Bahnstrecke Saint-Julien–Gray' von Gray                                              | Bahnstrecke Saint-Julien–Gray' von Gray                                              |
| Bahnhof (Strecke außer Betrieb) | 280,2                | Poinson-Beneuvre                                                                     | 429 m                                                                                |
| Abzweig geradeaus und nach links (Strecke außer Betrieb) |                      | Bahnstrecke Saint-Julien–Gray nach Saint-Julien                                      | Bahnstrecke Saint-Julien–Gray nach Saint-Julien                                      |
| Haltepunkt / Haltestelle (Strecke außer Betrieb) | 287,4                | Lamargelle                                                                           | 479 m                                                                                |
| Grenze (Strecke außer Betrieb) |                      | Département Haute-Marne / Côte-d’Or                                                  | Département Haute-Marne / Côte-d’Or                                                  |
| Bahnhof (Strecke außer Betrieb) | 289,7                | Vivey-Chalmessin                                                                     | 478 m                                                                                |
| Haltepunkt / Haltestelle (Strecke außer Betrieb) | 293,5                | Musseau                                                                              | 477 m                                                                                |
| Bahnhof (Strecke außer Betrieb) | 297,7                | Vaillant                                                                             | 469 m                                                                                |
| Haltepunkt / Haltestelle (Strecke außer Betrieb) | 301,2                | Aujeurres                                                                            | 458 m                                                                                |
| | 302,6                | A 31                                                                                 | A 31                                                                                 |
| Bahnhof (Strecke außer Betrieb) | 307,9                | Aprey-Flagey                                                                         | 459 m                                                                                |
| Haltepunkt / Haltestelle (Strecke außer Betrieb) | 314,9                | Brennes                                                                              | 460 m                                                                                |
| Haltepunkt / Haltestelle (Strecke außer Betrieb) |                      | Saints-Geosmes                                                                       | Saints-Geosmes                                                                       |
| Bahnhof (Strecke außer Betrieb) | 320,7                | Langres-Bonnelle                                                                     | 416 m                                                                                |
| Bahnübergang (Strecke außer Betrieb) |                      | N 19                                                                                 | N 19                                                                                 |
| |                      |                                                                                      |                                                                                      |
| Abzweig ehemals geradeaus und von links |                      | Bahnstrecke Paris–Mulhouse von Paris-Est und Bahnstrecke Langres–Andilly von Andilly | Bahnstrecke Paris–Mulhouse von Paris-Est und Bahnstrecke Langres–Andilly von Andilly |
| |                      |                                                                                      |                                                                                      |
| Strecke mit Straßenbrücke |                      | D 74 (ehem. N 74)                                                                    | D 74 (ehem. N 74)                                                                    |
| Bahnhof | 326,7 296,7          | Langres                                                                              | 336 m                                                                                |
| Abzweig geradeaus und nach rechts |                      | Industriegebiet Langres                                                              | Industriegebiet Langres                                                              |
| Strecke |                      | Bahnstrecke Paris–Mulhouse nach Mulhouse-Ville                                       | Bahnstrecke Paris–Mulhouse nach Mulhouse-Ville                                       |

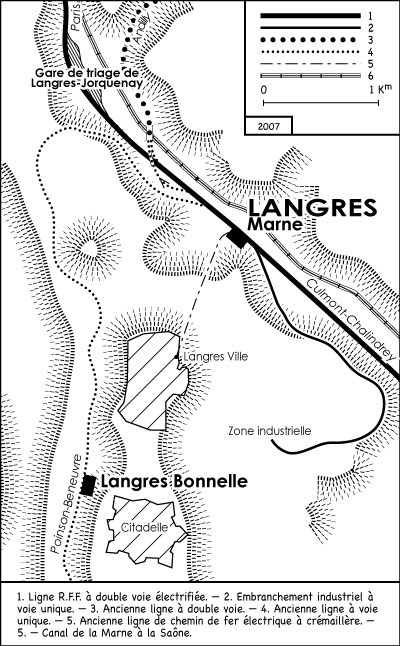
Ehem. Streckenverlauf um die Stadt Langres.

Die Bahnstrecke Poinson-Beneuvre–Langres war eine 46,5 km lange, eingleisige Bahnstrecke in Frankreich. Sie stellte eine Querverbindung zwischen zwei von Paris ausgehenden, nach Süden gerichteten Bahnstrecken dar, der Bahnstrecke Saint-Julien–Gray im Westen und der Bahnstrecke Paris–Mulhouse, die sich 114 bzw. 131 km weiter nördlich im Bahnhof Troyes voneinander trennen. Sie wurde nur bis 1955 betrieben, 1975 stillgelegt und mit dem Bau der Autobahntrasse der A 31 Anfang der 1980er Jahre endgültig zerschnitten.

## Geschichte
Am 31. Dezember 1875 unterzeichneten der Minister für öffentliche Arbeiten und die Bahngesellschaft Chemins de fer de l’Est (EST) einen Vertrag über den Bau und Betrieb dieser Strecke, für die von Anfang an auch Personenverkehr vorgesehen war.
Die Strecke wurde am 1. September 1883 in Betrieb genommen und zum 1. April 1955 für den Reiseverkehr, zum 1. Dezember 1963 auch für den Güterverkehr geschlossen. Die Entwidmung der Strecke fand in zwei Abschnitten statt: am 19. Oktober 1967 der längste Abschnitt Poinson-Beneuvre–Langres-Bonnelle (BK 280,677 bis 319,945), am 24. Februar 1975 der verbliebene, etwa sechs Kilometer lange Stummel innerhalb des Stadtgebietes von Langres: Langres-Bonnelle – Langres (BK 319,945 bis 325,955). In den 1930er Jahren wurde auf dieser Strecke – wie auch auf den umliegenden Strecken – das Telegrafennetz eingerichtet.

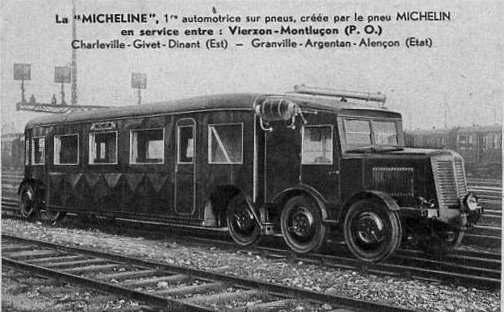
Fünfachsiger Micheline, Typs 11 mit 24 Sitzplätzen

Ab 1931 wurden auf dieser Strecke von dem Reifenproduzenten Michelin Triebwagen in leichter Bauweise, die sogenannten Micheline, Typ 11, getestet. Sie boten 24 Sitzplätze und ähnelte einem Omnibus mit 5 Starrachsen. Nach einer Entgleisung in den Wäldern von Aujeurres 1941 wurden diese Versuche eingestellt.

## Trivia
Auf dieser Strecke wurde 1975 der Film On a retrouvé la septième compagnie gedreht, bei dem die Dampflok 140 C zum Einsatz kam, die zu dieser Zeit eigentlich nicht mehr eingesetzt wurde.